# Raffael Benazzi
Raffael Benazzi (* 22. Juni 1933 in Rapperswil) ist ein Schweizer Bildhauer, Plastiker und Zeichner.

## Leben und Werk

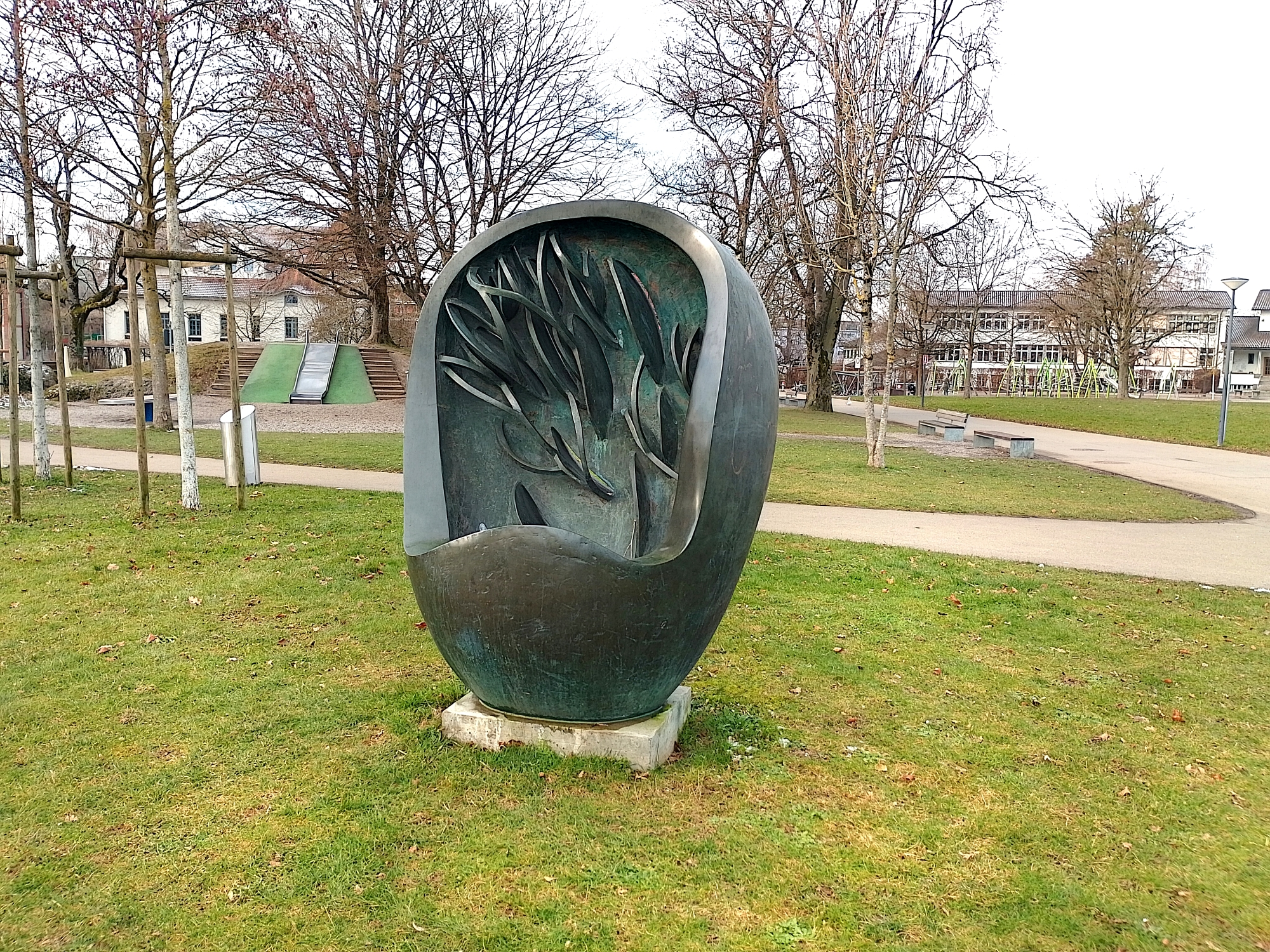
Skulptur im Stadtpark von Uster

Raffael Benazzi schuf schon als Sechzehnjähriger ernst zu nehmende Plastiken. Von 1949 bis 1952 liess er sich bei Arnold D’Altri, Alfred Huber und Willi Stadler (1903–1988) in Zürich zum Bildhauer ausbilden. Benazzi setzte sich stark mit den Werken von Constantin Brâncuși und dessen eiförmigen Plastiken auseinander.
Seit 1952 ist er als freischaffender Bildhauer tätig. Der Maler Julius Bissier und der Galerist Charles Lienhard waren seine frühen Mentoren. 1960 erhielt er ein Eidgenössisches Kunststipendium und 1966 den Hans-Arp-Preis. Raffael Benazzis Werke befinden sich im In- und Ausland im öffentlichen Raum sowie in europäischen und amerikanischen Privatsammlungen und in Kunstmuseen.
Benazzi heiratete die Fotografin und Schülerin von Hans Finsler Eliette McCouch (* 1927). Diese war die Tochter des Malers und Kupferstechers Gordon Mallet McCouch.